# حمله به کشتی ایترنیتی سی
در ۷ ژوئیه ۲۰۲۵، حوثی‌ها به کشتی ایترنیتی سی ( Eternity C)، یک کشتی باری با پرچم لیبریا، در دریای سرخ جنوبی حمله کردند. این کشتی با استفاده از پهپادهای دریایی و نارنجک‌های پرتابی مورد حمله قرار گرفت و به شدت آسیب دید.
حوثی‌ها اعلام کردند که به کشتی مذکور حمله کرده‌اند زیرا اپراتور کشتی به ادامه سفرهای بندری به اسرائیل با کشتی‌های دیگر ادامه می‌دهد،  و همچنین ادعا کردند که تعدادی از خدمه را به “محل امنی” منتقل کرده‌اند.  این کشتی در مونرویا ثبت شده و متعلق و تحت مدیریت Cosmo Ship Management مستقر در آتن، یونان است. این کشتی پس از آن هدف قرار گرفت که شرکت مالک، ارتباط و همکاری با بندر ام الرشراش(ایلات) را که نقض آشکار ممنوعیت تردد به سمت بنادر فلسطین اشغالی است، ازسرگرفته بود.
در همین مدت، کشتی تجاری Magic Seas نیز پس از حمله‌ای به دست نیروهای مسلح یمن غرق شد. این کشتی نیز ممنوعیت سفر به سمت بنادر اسراییل را نادیده گرفته بود.

## پیش زمینه

### بحران دریای سرخ
از نوامبر ۲۰۲۳، یمنی ها در راستای وادار کردن اسراییل به توقف حمله به مردم غزه و پایان دادن به محاصره آنها، حملاتی را علیه کشتی‌های تجاری و نظامی به مقصد اسراییل انجام داده‌اند.
این حملات شرکت‌ها را مجبور به توقف حمل و نقل در دریای سرخ کرد، که قبلاً ۱۲٪ از تجارت جهانی را شامل می‌شد.

### کشتی ایترنیتی سی
کشتی مذکور یک کشتی باری بود که تحت پرچم لیبریا حرکت می‌کرد. بندر ام الرشراش(ایلات) مقصد این کشتی ذکر شده است.

## حمله
کشتی مذکور در بعدازظهر ۷ ژوئیه ۲۰۲۵ توسط پهپادهای دریایی و نارنجک‌های پرتابی که از قایق‌های کوچک شلیک شده بودند، مورد حمله قرار گرفت. این کشتی در شب ۸ ژوئیه ۲۰۲۵ دوباره مورد حمله قرار گرفت.
کشتی یونانی ایترنیتی سی که به درخواست‌ها و هشدارهای نیروی دریایی یمن توجه نکرده و در حال حرکت به سمت بندر ایلات در جنوب اسراییل بود با چند تیر موشک بالستیک و کروز هدف قرار گرفت و در نهایت غرق شد. 

نکته بسیار مهم و قابل توجه دقت نقطه زنی موشک‌های یمنی بود که هر دو تیر موشک بالستیک ضد کشتی با دقت هرچه تمام‌تر به فاصله بسیار اندکی از هم در نزدیکی ساختمان اصلی کشتی و مرکز هدایت و فرماندهی آن اصابت کرد. همچنین وشک‌های کروز نیز به بدنه این کشتی و آبخور آن اصابت و باعث غرق نهایی آن گردید. 
طبق گفته مقامات آمریکایی، ۲۵ نفر در کشتی ایترنیتی سی حضور داشتند.
واحد رسانه جنگی یمن تصاویری از لحظه حمله به کشتی و غرق شدن کامل آن منتشر کرد. 